# بطولة آسيا لألعاب القوى داخل الصالات 2023
بطولة آسيا لألعاب القوى داخل الصالات 2023 هي النسخة العاشرة من بطولة آسيا لألعاب القوى داخل الصالات الدولية لألعاب القوى داخل الصالات بين الدول الآسيوية. أقيمت في قصر كازاخستان الرياضي في أستانا، وهي أول نسخة على الإطلاق تقام في كازاخستان، وذلك في الفترة من 10 إلى 12 فبراير.

## النتائج

### الرجال
| Event             | الذهبية                                                                         | الذهبية        | الفضية                                                            | الفضية    | البرونزية                                                                                | البرونزية   |
| ----------------- | ------------------------------------------------------------------------------- | -------------- | ----------------------------------------------------------------- | --------- | ---------------------------------------------------------------------------------------- | ----------- |
| 60 متر            | عمران الرحمن (BAN)                                                              | 6.59 ر.و       | شاك كام تشينغ (HKG)                                               | 6.65 ر.و  | ريوتا سوزوكي (JPN)                                                                       | 6.66 ر.ش    |
| 400 متر           | عمار إسماعيل يحيى إبراهيم (QAT)                                                 | 46.25 ر.ش      | ميخائيل ليتفين (KAZ)                                              | 46.39 أ.م | فان تيانروي (CHN)                                                                        | 47.30       |
| 800 متر           | إبراهيم الظفيري (KUW)                                                           | 1:49.33 ر.ش    | عبد الرحمن سعيد حسن (QAT)                                         | 1:49.58   | مصعب عبد الرحمن بلة (QAT)                                                                | 1:49.68     |
| 1500 متر          | كازوتو إيزاوا (JPN)                                                             | 3:42.83 أ.م    | محمد القرني (QAT)                                                 | 3:43.39   | آدم علي مصعب (QAT)                                                                       | 3:43.42     |
| 3000 متر          | محمد القرني (QAT)                                                               | 7:55.25        | كيتا ساتو (JPN)                                                   | 7:56.41   | شادراك كيموتاي كويش (KAZ)                                                                | 7:59.84     |
| 60 متر حواجز      | ديفيد يفريموف (KAZ)                                                             | 7.65           | تشين كوي-رو (TPE)                                                 | 7.68 أ.م  | شوهي إيشيكاوا (JPN)                                                                      | 7.70        |
| 4 × 400 متر تتابع | كازاخستان · أندري سوكولوف · إلنور موخيتدينوف · فياتشيسلاف زيمس · ميخائيل ليتفين | 3:09.15 ر.و    | قطر · حسين إبراهيم · إسماعيل أباكار · فيمي أوغونود · عمار إبراهيم | 3:09.26   | طاجيكستان · ليونيد برونجينكو · ميرسيد ميرزوزودا · محمدريزو ميرزوزودا · ألكسندر برونجينكو | 3:34.45 ر.و |
| القفز العالي      | ريويتشي أكاماتسو (JPN)                                                          | 2.28 ر.ش       | وو سانغ-هيوك (KOR)                                                | 2.24 أ.م  | مجد الدين غزال (SYR)                                                                     | 2.24 أ.م    |
| القفز بالزانة     | حسين عاصم الحزام (KSA)                                                          | 5.45           | سيف حنيفة (QAT)                                                   | 5.35 ر.و  | باتسابونغ أمزام-أنج (THA)                                                                | 5.35 ر.و    |
| القفز الطويل      | لين يو-تانغ (TPE)                                                               | 8.02 ر.و       | جيسوين ألدربن (IND)                                               | 7.97 ر.و  | تشانغ مينغكون (CHN)                                                                      | 7.92 ر.ش    |
| القفز الثلاثي     | فانغ ياوتشينغ (CHN)                                                             | 17.20 ر.ش، ر.ب | برافين تشيترافيل (IND)                                            | 16.98 ر.و | يو كيو-مين (KOR)                                                                         | 16.73 ر.ش   |
| دفع الثقل         | تاجيندر بال سينغ تور (IND)                                                      | 19.49 ر.ش      | كارانفير سينغ (IND)                                               | 19.37 ر.ش | تشين شياودونغ (CHN)                                                                      | 18.85 ر.ش   |
| السباعي           | يوما ماروياما (JPN)                                                             | 5801 ر.ش       | كيسوكي أوكودا (JPN)                                               | 5497 ر.ش  | جانري أوباس (PHI)                                                                        | 5306 ر.و    |

### السيدات
| Event             | الذهبية                                                                                | الذهبية       | الفضية                                                                           | الفضية      | البرونزية                   | البرونزية |
| ----------------- | -------------------------------------------------------------------------------------- | ------------- | -------------------------------------------------------------------------------- | ----------- | --------------------------- | --------- |
| 60 متر            | فرزانة فصيحي (IRI)                                                                     | 7.28          | أولغا سافرونوفا (KAZ)                                                            | 7.32        | فالنتين فانيسا لوتينغ (INA) | 7.37      |
| 400 متر           | إلينا ميخينا (KAZ)                                                                     | 54.07         | نغوين ثي هوين (VIE)                                                              | 54.68       | سري مايا ساري (INA)         | 54.88 ر.و |
| 800 متر           | وو هونغجياو (CHN)                                                                      | 2:06.85       | أيانو شيومي (JPN)                                                                | 2:07.18     | شينيو راو (CHN)             | 2:08.75   |
| 1500 متر          | نغوين ثي أوانه (VIE)                                                                   | 4:15.55 ر.و   | يومي غوتو (JPN)                                                                  | 4:19.29     | أكبايان نورماميت (KAZ)      | 4:21.31   |
| 3000 متر          | كارولين تشيبكويش كيبكيروي (KAZ)                                                        | 9:01.98       | هي ووغا (CHN)                                                                    | 9:03.43     | يوما ياماموتو (JPN)         | 9:09.29   |
| 60 متر حواجز      | ماسومي أوكي (JPN)                                                                      | 8.01 ر.ب، ر.و | جيوتي ياراجي (IND)                                                               | 8.13 ر.و    | تشين جيامين (CHN)           | 8.15      |
| 4 × 400 متر تتابع | كازاخستان · أدلينا زيمس · ألكساندرا زاليوبوفسكايا · كريستينا كوندراشوفا · إلينا ميخينا | 3:44.21       | أوزبكستان · لايلو الابرغانوفا · كاميلا ميرسولييفا · مليكة رجبوفا · فريدة سولييفا | 3:46.45 ر.و | لم تمنح                     | لم تمنح   |
| القفز العالي      | ناديجدا دابوفيتسكايا (KAZ)                                                             | 1.89          | كريستينا أوفتشينيكوفا (KAZ)                                                      | 1.89        | يليزافيتا ماتفييفا (KAZ)    | 1.84      |
| القفز بالزانة     | مايو ناسو (JPN)                                                                        | 4.00          | بافيثرا فينكاتيش (IND)                                                           | 4.00        | روزي مينا بولراج (IND)      | 3.90      |
| القفز الطويل      | سومير هاتا (JPN)                                                                       | 6.64 ر.ب، ر.و | هوانغ ينغينغ (CHN)                                                               | 6.43        | داريا ريزنيشنكو (UZB)       | 6.37      |
| القفز الثلاثي     | شريفة دافرونوفا (UZB)                                                                  | 13.98         | ماريكو موريموتو (JPN)                                                            | 13.66 ر.و   | تشين تينغ (CHN)             | 13.52     |
| دفع الثقل         | جيونغ يو-صن (KOR)                                                                      | 16.98         | لي سو-جونغ (KOR)                                                                 | 16.45       | إيكي فيبري إيكاواتي (INA)   | 15.44 ر.و |
| الخماسي           | إيكاترينا فورونينا (UZB)                                                               | 4386 ر.و      | سابنا بارمن (IND)                                                                | 4119 ر.و    | يوكي ياماساكي (JPN)         | 4078 ر.و  |

## جدول الميداليات
*   البلد المضيف (الدولة المضيفة)
| المرتبة | فريق           | ذهبية | فضية | برونزية | المجموع |
| ------- | -------------- | ----- | ---- | ------- | ------- |
| 1       | اليابان        | 6     | 5    | 4       | 15      |
| 2       | كازاخستان*     | 6     | 3    | 3       | 12      |
| 3       | قطر            | 2     | 4    | 2       | 8       |
| 4       | الصين          | 2     | 2    | 6       | 10      |
| 5       | أوزبكستان      | 2     | 1    | 1       | 4       |
| 6       | الهند          | 1     | 6    | 1       | 8       |
| 7       | كوريا الجنوبية | 1     | 2    | 1       | 4       |
| 8       | تايبيه الصينية | 1     | 1    | 0       | 2       |
| 8       | فيتنام         | 1     | 1    | 0       | 2       |
| 10      | بنغلاديش       | 1     | 0    | 0       | 1       |
| 10      | الكويت         | 1     | 0    | 0       | 1       |
| 10      | إيران          | 1     | 0    | 0       | 1       |
| 10      | السعودية       | 1     | 0    | 0       | 1       |
| 14      | هونغ كونغ      | 0     | 1    | 0       | 1       |
| 15      | إندونيسيا      | 0     | 0    | 3       | 3       |
| 16      | تايلاند        | 0     | 0    | 1       | 1       |
| 16      | سوريا          | 0     | 0    | 1       | 1       |
| 16      | الفلبين        | 0     | 0    | 1       | 1       |
| 16      | طاجيكستان      | 0     | 0    | 1       | 1       |
| المجموع | المجموع        | 26    | 26   | 25      | 77      |

## الدول المشاركة
<div style="-moz-column-count:
- أفغانستان (1)
- بنغلاديش (2)
- الصين (24)
- تايبيه الصينية (4)
- هونغ كونغ (12)
- الهند (25)
- إندونيسيا (4)
- إيران (8)
- العراق (7)
- اليابان (27)
- كازاخستان (65)
- الكويت (13)
- قرغيزستان (8)
- لاوس (1)
- لبنان (3)
- ماكاو (2)
- جزر المالديف (2)
- عُمان (2)
- باكستان (5)
- الفلبين (6)
- قطر (10)
- السعودية (6)
- كوريا الجنوبية (8)
- سنغافورة (3)
- سوريا (1)
- طاجيكستان (6)
- تايلاند (3)
- تركمانستان (5)
- أوزبكستان (15)
- فيتنام (4)

-webkit-column-count
- أفغانستان (1)
- بنغلاديش (2)
- الصين (24)
- تايبيه الصينية (4)
- هونغ كونغ (12)
- الهند (25)
- إندونيسيا (4)
- إيران (8)
- العراق (7)
- اليابان (27)
- كازاخستان (65)
- الكويت (13)
- قرغيزستان (8)
- لاوس (1)
- لبنان (3)
- ماكاو (2)
- جزر المالديف (2)
- عُمان (2)
- باكستان (5)
- الفلبين (6)
- قطر (10)
- السعودية (6)
- كوريا الجنوبية (8)
- سنغافورة (3)
- سوريا (1)
- طاجيكستان (6)
- تايلاند (3)
- تركمانستان (5)
- أوزبكستان (15)
- فيتنام (4)

column-count
- أفغانستان (1)
- بنغلاديش (2)
- الصين (24)
- تايبيه الصينية (4)
- هونغ كونغ (12)
- الهند (25)
- إندونيسيا (4)
- إيران (8)
- العراق (7)
- اليابان (27)
- كازاخستان (65)
- الكويت (13)
- قرغيزستان (8)
- لاوس (1)
- لبنان (3)
- ماكاو (2)
- جزر المالديف (2)
- عُمان (2)
- باكستان (5)
- الفلبين (6)
- قطر (10)
- السعودية (6)
- كوريا الجنوبية (8)
- سنغافورة (3)
- سوريا (1)
- طاجيكستان (6)
- تايلاند (3)
- تركمانستان (5)
- أوزبكستان (15)
- فيتنام (4);">{{{2}}}

## وصلات خارجية
- الموقع الرسمي لاتحاد ألعاب القوى الآسيوي